# Pietre d'inciampo in Umbria
La lista delle pietre d'inciampo in Umbria contiene l'elenco delle pietre d'inciampo (in tedesco Stolpersteine) posate nella regione. Esse commemorano le vittime della persecuzione del regime nazista nell'ambito di un'iniziativa dell'artista tedesco Gunter Demnig estesa a tutta l'Europa.

## Provincia di Perugia

### Perugia
| Pietra d'inciampo | Pietra d'inciampo                                       | Pietra d'inciampo | Pietra d'inciampo                                                            | Cenni biografici |
| Data di posa      | Luogo di posa                                           | Stolpersteine     | Incisione                                                                    | Cenni biografici |
| ----------------- | ------------------------------------------------------- | ----------------- | ---------------------------------------------------------------------------- | --- |
| 27 gennaio 2024   | Piazza Biordo Michelotti, 6 43°06′47.45″N 12°23′27.33″E |                   | QUI ABITAVA ADA ALMANSI RIMINI NATA 1877 CERCÒ RIFUGIO NELLA MORTE 4.12.1943 | Ada Almansi Rimini (Reggio Emilia, 16 aprile 1887 - ???, 4 dicembre 1943) figlia di Achille e Clotilde Fano, coniuge di Guido Rimini, ebrea si tolse la vita per sfuggire la deportazione. |

### Foligno
A Foligno sono posate 8 pietre d'inciampo a ricordo dei deportati a seguito del rastrellamento del 3 febbraio 1944 operato dalle SS e dalla Wehrmacht nel territorio montano del circondario, dove operava la formazione partigiana 4ª Brigata Garibaldi “Foligno”.
| Pietra d'inciampo | Pietra d'inciampo                                                     | Pietra d'inciampo | Pietra d'inciampo                                                                                                | Cenni biografici |
| Data di posa      | Luogo di posa                                                         | Stolpersteine     | Incisione | Cenni biografici |
| ----------------- | --------------------------------------------------------------------- | ----------------- | --- | --- |
| 3 febbraio 2024   | Via Scandolaro 42°56′00.3″N 12°43′43.9″E                              |                   | A FOLIGNO ABITAVA AUGUSTO BIZZARRI NATO 1920 ARRESTATO 3.2.1944 DEPORTATO MAUTHAUSEN ASSASSINATO 6.4.1945        | Augusto Bizzarri (Foligno, 4 novembre 1920 - Wien Hinterbrühl, 6 aprile 1945), partigiano, residente in frazione Colle Scandolaro, calzolaio. Militare, dopo l'armistizio dell'8 settembre 1943 entra rella Resistenza tra le file della 4ª Brigata Garibaldi “Foligno”. È catturato nel rastrellamento del 3 febbraio 1944 in località "cascina Radicosa", dov'era il comando della Brigata, insieme ai compagni Franco Pizzoni e Franco Santocchia. Trasferito nel carcere di Perugia, dove è uno di quelli a subire le maggiori sevizie durante gli interrogatori, è portato a Fossoli il 3 maggio a cui segue, il 21 giugno, la deportazione nel Reich con destinazione Mauthausen e trasferito in vari sottocampi. Muore il 6 aprile 1945 nel sottocampo di Wien Hinterbrühl. |
| 3 febbraio 2024   | Piazza Faloci Pulignani 42°57′24.48″N 12°42′13.96″E                   |                   | A FOLIGNO ABITAVA GIACOMO MELELLI NATO 1904 ARRESTATO 3.2.1944 DEPORTATO MAUTHAUSEN MORTO 26.5.1945 GUSEN        | Giacomo Melelli (Foligno, 12 maggio 1904 - Gusen, 26 maggio 1945), partigiano, contadino, coniugato e padre di tre figli, residente in frazione "Scopoli". Il 3 febbraio 1944, rientrando dai pascoli trova la casa invasa dai tedeschi che lo arrestano e trasferiscono in carcere a Perugia, quindi Fossoli prima della deportazione nel Reich con destinazione Mauthausen quindi GrossRaming,, Schlier ed infine Gusen. Liberato muore a causa di un'indigestione il 25 maggio 1945. |
| 3 febbraio 2024   | località Rasiglia 42°57′33.66″N 12°51′36.28″E                         |                   | A FOLIGNO ABITAVA LUIGI OLIVIERI NATO 1924 ARRESTATO 3.2.1944 DEPORTATO MAUTHAUSEN LIBERATO                      | Luigi Olivieri (Foligno, 8 novembre 1924 - ???), partigiano della 4ª Brigata Garibaldi “Foligno”, studente residente in frazione "Rasiglia", è catturato il 3 febbraio 1944. Recluso nel carcere di Perugia, quindi Fossoli prima della deportazione nel Reich con destinazione Mauthausen quindi GrossRaming, ed infine Ebensee. Liberato il 6 maggio 1945. |
| 3 febbraio 2024   | Piazza San Domenico 42°57′13.34″N 12°42′02.42″E                       |                   | QUI STUDIAVA FRANCO PIZZONI NATO 1925 CATTURATO 3.2.1944 DEPORTATO MAUTHAUSEN ASSASSINANO 23.4.1945 GUSEN        | Franco Pizzoni (Foligno, 31 marzo 1925 - Gusen, 23 aprile 1945), partigiano della 4ª Brigata Garibaldi “Foligno”, studente attivo nell'Azione cattolica, residente in frazione "Sant' Eraclio". Catturato il 3 febbraio 1944 in località "Radicosa", dov'era il comando della Brigata, insieme ad Augusto Bizzarri e Franco Santocchia. Recluso nel carcere di Perugia, quindi Fossoli e Bolzano prima della deportazione nel Reich con destinazione Mauthausen dove muore il 23 aprile 1945. |
| 3 febbraio 2024   | Viale Mezzetti, 2 davanti Caserma Gonzaga 42°57′09.65″N 12°42′26.88″E |                   | A FOLIGNO ABITAVA ANTONIO SALCITO NATO 1887 CATTURATO 15.2.1944 DEPORTATO MAUTHAUSEN ASSASSINATO 27.4.1945       | Antonio Salcito (Foggia, 15 luglio 1887 - Mauthausen, 27 aprile 1945), partigiano comandante della 4ª Brigata Garibaldi “Foligno”, padre di sette figli. In seguito a delazione è arrestato all’alba nella sua abitazione di Roviglieto insieme al figlio Vincenzo il 15 febbraio 1944. Con loro arrestato anche il figlio Franco, subito rilasciato per la sua giovanissima età. Recluso nel carcere di Perugia, quindi Fossoli prima della deportazione, il 23 giugno 1944, nel Reich con destinazione Mauthausen, matricola 76559. Muore nel campo il 27 aprile 1945. |
| 3 febbraio 2024   | Viale Mezzetti, 2 davanti Caserma Gonzaga 42°57′09.65″N 12°42′26.88″E |                   | A FOLIGNO ABITAVA VINCENZO SALCITO NATO 1921 CATTURATO 15.2.1944 DEPORTATO MAUTHAUSEN ASSASSINATO 30.4.1945      | Vincenzo Salcito (Pisa, 16 novembre 1921 - Mauthausen, 30 aprile 1945), figlio di Antonio, partigiano della 4ª Brigata Garibaldi “Foligno”, studente di medicina. In seguito a delazione è arrestato all’alba nella sua abitazione di Roviglieto insieme al padre il 15 febbraio 1944 e recluso nel carcere di Perugia in cella con don Pietro Arcangeli,. Portato a Fossoli il 3 maggio 1944, prima della deportazione nel Reich con destinazione Mauthausen il 21 giugno 1944, matricola 76560. Trasferito nei sottocampi di Grossraming e “Schlier”, muore a Mauthausen il 30 aprile 1945. |
| 3 febbraio 2024   | Viale Marconi 42°57′16.12″N 12°41′53.51″E                             |                   | QUI STUDIAVA FRANCO SANTOCCHIA NATO 1921 CATTURATO 3.2.1944 DEPORTATO MAUTHAUSEN ASSASSINATO 30.4.1945 GUSEN     | Franco Santocchia (Foligno, 27 novembre 1924 - Gusen, 30 aprile 1945), figlio di Domenico e Bigi Anna, partigiano della 4ª Brigata Garibaldi “Foligno”, elettricista, È arrestato il 3 febbraio 1944 insieme a Franco Pizzoni e Augusto Bizzarri. Recluso nel carcere di Perugia, quindi Fossoli e Bolzano prima della deportazione nel Reich con destinazione Mauthausen. Trasferito a Gusen, muore il 30 aprile 1945. |
| 3 febbraio 2024   | Piazza Giacomini 42°57′26.5″N 12°42′26.3″E                            |                   | A FOLIGNO ABITAVA LINO SPUNTARELLI NATO 1922 ARRESTATO 3.2.1944 DEPORTATO MAUTHAUSEN ASSASSINATO 30.3.1945 GUSEN | Lino Spuntarelli (Foligno, 17 luglio 1922 - Gusen, 30 marzo 1945), partigiano della 4ª Brigata Garibaldi “Foligno”, operaio meccanico presso il campo d'aviazione di Foligno, residente in frazione "Maceratola". È catturato il 3 febbraio 1944 in frazione "Rasiglia", dove era giunto con la famiglia per sfollamento il giorno precedente, sistemandosi presso gli Olivieri, loro parenti stretti: Spuntarelli è nipote di Luigi Olivieri. Recluso nel carcere di Perugia, quindi Fossoli prima della deportazione nel Reich con destinazione Mauthausen. Trasferito a Gusen, muore al campo il 30 marzo 1945. |